# Hyposmocoma ferruginea
Hyposmocoma ferruginea là một loài bướm đêm thuộc họ Cosmopterigidae. Nó là loài đặc hữu của Oahu. Loài địa phương ở Mount Olympus.
Ấu trùng ăn Cheirodendron species. The whitish larvae bore in dead twigs và branches.